# Idiacanthus atlanticus
Idiacanthus atlanticus és una espècie de peix de la família dels estòmids i de l'ordre dels estomiformes.
Els mascles poden assolir 53 cm de longitud total.
Presenta dimorfisme sexual.
És depredat per Allocyttus verrucosus.
És un peix marí i d'aigües profundes que viu entre 1.239-2.000 m de fondària.
Es troba a les aigües subtropicals i temperades de l'hemisferi sud.